# Агбулаг (Эдиллинский округ)
Агбулаг (азерб. Ağbulaq), или Агбулак, — село в Эдиллинском сельском административно-территориальном округе Ходжавендского района Азербайджана.

## География
Сёла Эдилли, Агбулаг и Дюдюкчю входят в состав Эдиллинского сельского административно-территориального округа Ходжавендского района, при этом село Эдилли является центром этого сельского административно-территориального округа.

## История
В советский период входило в состав Эдиллинского сельсовета Гадрутского района Нагорно-Карабахской автономной области (НКАО) Азербайджанской ССР.
2 сентября 1991 года на совместной сессии Нагорно-Карабахского областного и Шаумяновского районного Советов народных депутатов была принята Декларация о провозглашении Нагорно-Карабахской Республики (НКР) в границах Нагорно-Карабахской автономной области (НКАО) и сопредельного Шаумяновского района Азербайджанской ССР.
26 ноября 1991 года Верховный Совет Азербайджанский Республики принял Закон «Об упразднении Нагорно-Карабахской автономной области Азербайджанской Республики». В этом Законе было постановлено также и переименование Мартунинского района в Ходжаведский, упразднение Гадрутского района и присоединение территории Гадрутского района в состав Ходжавендского района. В настоящее время это село входит в состав  Эдиллинского сельского административно-территориального округа Ходжавендского района Азербайджана.
В ходе Карабахского конфликта село в начале 1990-х годов село попало под контроль непризнанной Нагорно-Карабахской Республики (НКР). Согласно административно-территориальному делению непризнанной республики, контролировавшей село до 2020 года, располагалось в Гадрутском районе НКР и называлось Акнахбюр (арм. Ակնաղբյուր).
16 октября 2020 года во время Второй карабахской войны президент Азербайджана Ильхам Алиев объявил об освобождении села Агбулаг.12 ноября Министерство обороны Азербайджана опубликовало кадры, на которых, как утверждает, запечатлено село Агбулаг под контролем Азербайджана.

## Население
По состоянию на 1 января 1933 года в селе проживало 562 человека (98 хозяйств), все — армяне.